# Mastro Sogar

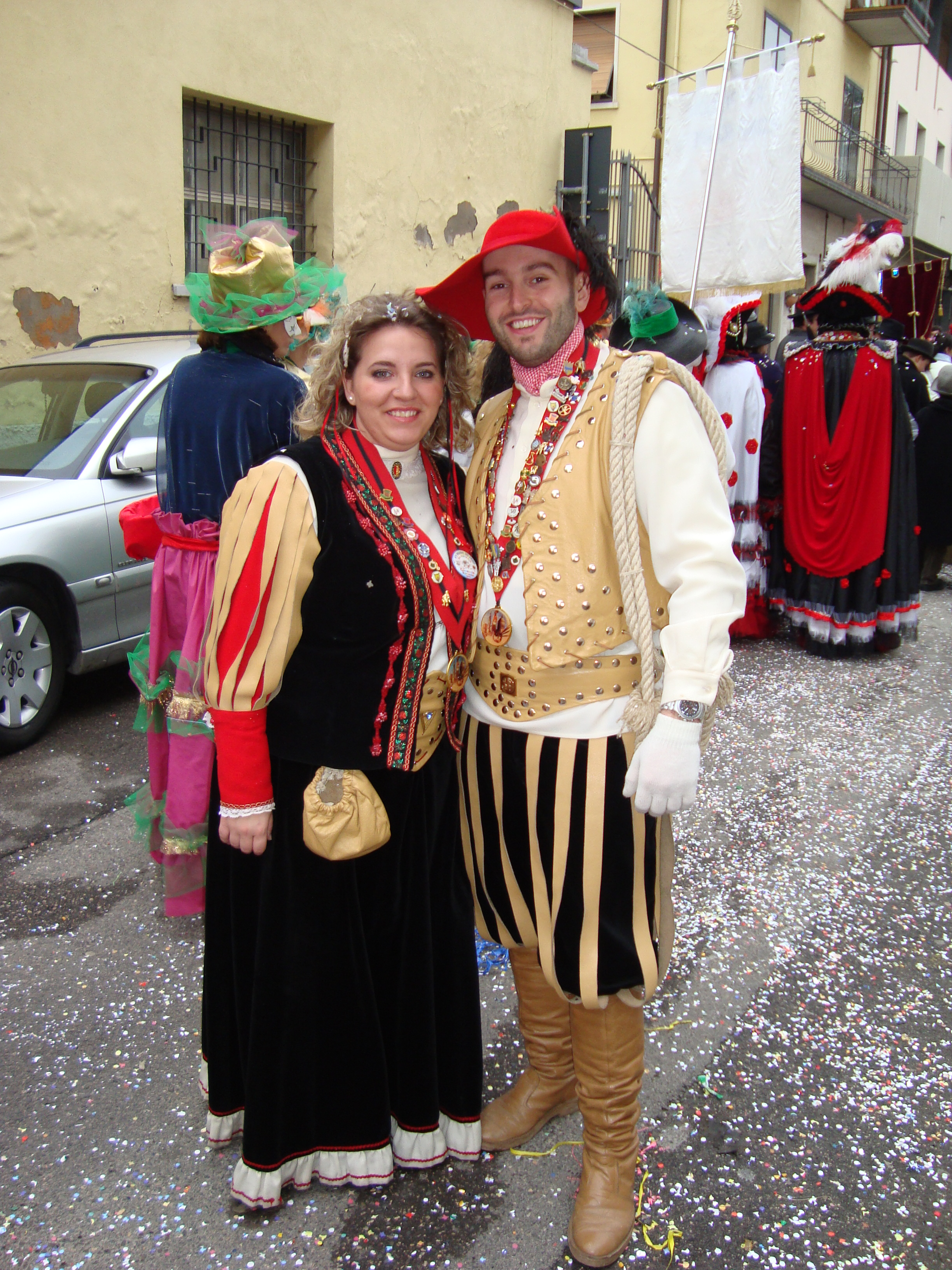
Mastro Sogar e la Sogara in una sfilata

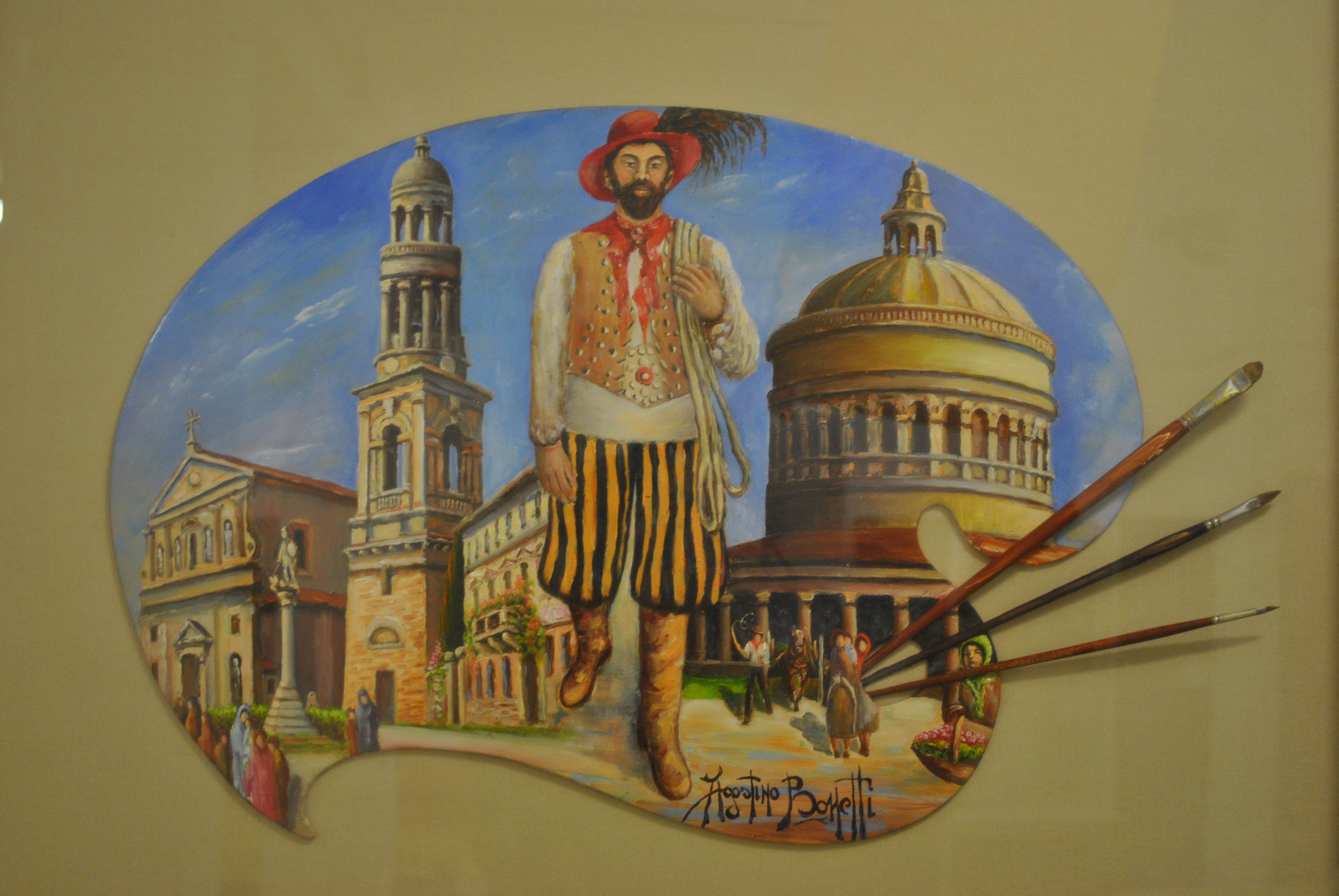
Stemma del Comitato Benefico del Carnevale di S.Michele

 Mastro Sogar  è una maschera del Carnevale di Verona e nello specifico di San Michele Extra, quartiere nelle immediate vicinanze del centro storico di Verona. È affiancato nel suo ruolo dalla Sogara, compagna ma non necessariamente moglie. Durante le sfilate è inoltre accompagnato dai Sogareti, ragazzi che incarnano a pieno lo spirito del carnevale nelle giovani generazioni. L'abbigliamento si rifà al 1600 ed è composto da camicia in flanella bianca, pantaloni alla zuava in velluto nero, stivali, giubbetto, cintura e strisce di cuoio, cappello ampio rosso con penne nere (i colori di San Michele Extra) e, quale insegna, la storica soga. Ogni anno vi è l'elezione di un nuovo Mastro Sogar e la votazione è popolare ed aperta a tutti i residenti del quartiere. La cerimonia d'Investitura del nuovo Mastro Sogar si svolge sempre nei primi giorni di gennaio ed è un'occasione di gran festa per l'intera comunità. Negli anni, il Comitato del carnevale, durante le sfilate, oltre a Mastro Sogar con la sua “corte” ha potuto sfoggiare anche una banda con un corpo di majorette, un carro allegorico e tutta una serie di maschere come ad esempio i Pianela (gruppo di clown che prende il nome dalle calzature tipiche) con le loro bici pazze, el Torototela o el Ferari che contribuiscono a rendere ancora più gioioso e scherzoso il carnevale.

## I Sogari
Nel dialetto veronese soga significa corda dalla quale deriva la parola sogaro ovvero colui che produce le soghe, le corde. La lavorazione della canapa per produrre corde, funi, spaghi e spaghetti è molto antica ed, un tempo, era alla base di molte attività come l'edilizia, la navigazione e l'agricoltura. Solamente negli anni cinquanta, quando fu introdotto sul mercato il nylon, la lavorazione della canapa passò in secondo piano per essere poi del tutto surclassata. È impossibile stabilire con certezza la data in cui i funai si instaurarono nel quartiere di San Michele poiché non vi sono documenti sufficienti ad accertare tale produzione in questo luogo. È comunque accertato che già nel 1342, alla fiera di Bergamo, gli Spaghettini di San Michele potevano sfoggiare lavorazioni di pregio e sicuramente superiori a qualunque altra. Le poste, ovvero i luoghi in cui si lavoravano le corde, alla fine del XIX secolo erano dislocate ovunque nel quartiere di San Michele. Molto importanti ed apprezzate degli abitanti del quartiere, le famiglie di sogari erano negli alti livelli della gerarchia del tempo poiché tenevano alto il nome del quartiere e, cosa non da poco, portavano ingenti guadagni economici che si riversavano, seppure in maniera indiretta, sull'intera comunità. A memoria storica dell'importanza avuta da questa particolare attività artigianale, nel 1952, una delle vie del quartiere è stata chiamata “via dei Sogari”, poiché un tempo essa era percorsa sul lato sinistro dalla pista per l'attorcigliatura delle corde.

## Origini storiche del carnevale a San Michele
Le prime tracce di un carnevale a San Michele Extra si possono trovare verso la fine del XIX secolo. Il momento fiorente dal punto di vista economico, dato dalla produzione delle soghe e dalla presenza del convento delle monache Benedettine che coinvolgeva l'intero quartiere nelle proprie attività, innesca negli abitanti del quartiere uno spirito goliardico, tipico del carnevale. Il punto d'origine è da attribuirsi probabilmente alla compagnia Schimaoli, gruppo di bontemponi dedita ad improvvisare scherzi coinvolgendo chiunque fosse nei dintorni. Nel 1913, con il supporto della Banda e della Corale, si costruì e si fece scendere in piazza il primo carro allegorico del quartiere (il tema era quello dell'aeroplano, infatti erano gli anni cruciali per l'avvento dell'aviazione a motore). La prima guerra mondiale mise a tacere lo spirito carnevalesco , che riprese via via fervore e vivacità intorno agli anni Trenta. Ma la seconda guerra mondiale impose un'altra lunga e dolorosa pausa. Nonostante tutto, gruppi di volontari riuscirono a ridare vita al Carnevale con nuove e vivaci iniziative. Con la morte di due degli organizzatori storici del Carnevale, iniziò un periodo di stanca che portò alla mancanza di festeggiamenti per molti anni. Bisogna aspettare il 1979 per avere, nel quartiere, la creazione del “Comitato Benefico per i festeggiamenti del Carnevale di S.Michele Extra” ed il rilancio del carnevale. La maschera scelta fu il Mastro Sogar. La scelta di questa maschera ricadde, come dissero i fondatori del Comitato, “nella volontà di aiutare gli abitanti del quartiere a riscoprire un pezzo di storia vissuta dell'economia di San Michele Extra. Rispecchiarsi quindi nell'arte dei propri progenitori, attività talmente caratterizzante che ha contribuito a far conoscere San Michele Extra addirittura oltre i confini del Veneto”. Nel 1981, alla scadenza del mandato del Comitato costituente, vennero stabiliti i nuovi incarichi, la nuova presidenza (affidata, ora come allora, al maestro orafo Giorgio Poiesi) e venne sancita la denominazione definitiva: Comitato Benefico del Carnevale di S.Michele Extra. Fu dato allora nuovo impulso all'organizzazione dei diversi eventi e vennero delineati tre aspetti fondamentali verso i quali porre particolare impegno e attenzione: l'aspetto formativo culturale e la scuola; l'aspetto benefico-assistenziale; l'aspetto ricreativo-sociale.

## Albo dei Mastri Sogari
Aldo Merlo 1980
Sergio Deanesi "el balotta" 1981
Nereo Deanesi "el pistor" 1982
Antonio Ferrari "el ferrovier" 1983
Pietro Barbieri "el bocia" 1984
Silvano Zanini "bella gioia" 1985
Nello Scandola "el furia" 1986
Germano Zuppini "el cricca" 1987
Loris Cavestro "Bud Spencer" 1988
 Silvano Zanini "bella gioia" SOGAR DEI SOGARI 1989 
Lino Rancani "Sandokan" 1990
Sergio Zanini "el cogo" 1991
Luigi Teramossi "el tera" 1992
Franco Faccio "grosso ombre" 1993
Bruno Cavedini "el balerin" 1994
Severino Ballarin "el seve" 1995
Giuseppe Mella  "el carosier" 1996
Alessandro Formenti  "Pavarotti" 1997
Mariano Dal Bosco "el cassola" 1998
 Giuseppe Mella "el carosier" SOGAR DEI SOGARI 1999 
Nello Scandola "el furia" 2000
Sergio Zanini "el cogo" 2001
Roberto Olivati "el vichingo" 2002
Sergio Zanini "el cogo" 2003
Roberto Olivati "el vichingo" 2004
Luciano Piasere "el Ciano" 2005
Davide Merlini "el maghi" 2006
Lino Rancani "Sandokan" 2007
Davide Cassini "el tranvier" 2008
 Davide Merlini "el maghi" SOGAR DEI SOGARI 2009 
Roberto Olivati "el vichingo" 2010
Massimo Montresor "el molin" 2011
Pierluigi Tomelleri "el Gigi" 2012
Giuseppe Mella "el carosier" 2013
         Sergio Zanini "el cogo" 2014
                 Sergio Zanini "el cogo" 2015
                    Nicola Lanaro "el pescador" 2016
       Pierluigi Tomelleri "el Gigi" 2017
             Matteo Danzi “el Clown” 2018
 Luciano Piasere "el Ciano" SOGAR DEI SOGARI 2019
  Pierluigi Tomelleri “el Gigi” 2020
  Pierluigi Tomelleri “el Gigi” 2021
 Nicola Lanaro “el pescador” 2022
 Giorgio Riolfi "el Giona" 2023
 Simone Gomiero "el Gome" 2024
 Luciano Piasere "El Ciano" 2025